# Spielberg (Sachsenheim)

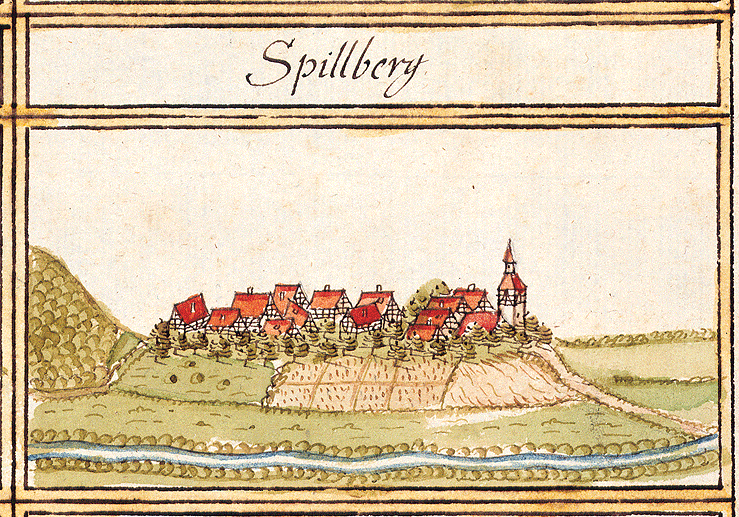
Kiesers Ansicht von Spielberg (1684)

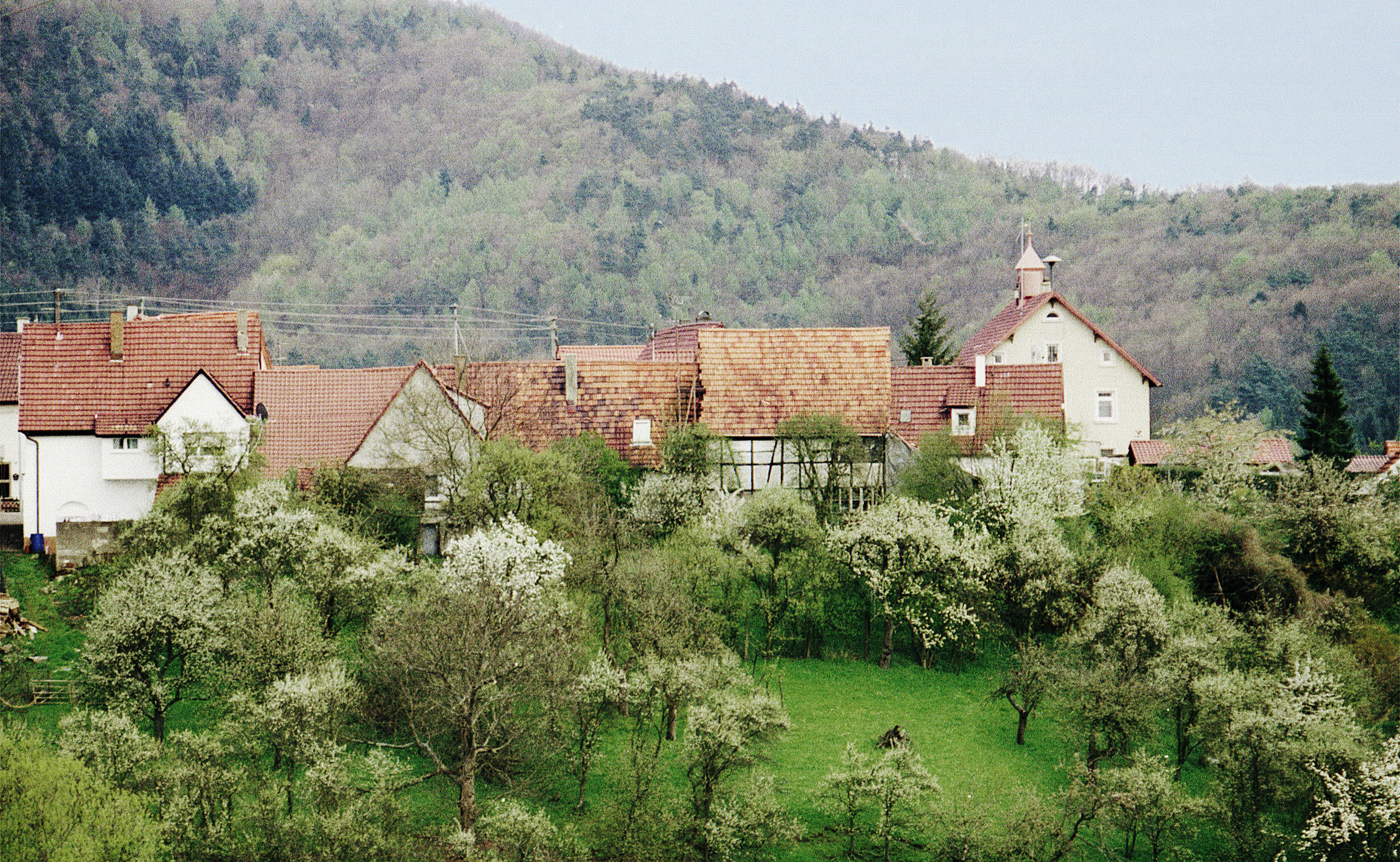
Lage auf einer Flussterrasse des Kirbachs

Spielberg im Kirbachtal ist der kleinste Stadtteil von Sachsenheim im Landkreis Ludwigsburg (Baden-Württemberg).

## Geographie

### Lage und Nachbardörfer
Spielberg liegt auf einer Flussterrasse des Kirbachs östlich von Ochsenbach und nordwestlich von Hohenhaslach, die wie Häfnerhaslach, die vierte Gemeinde im Kirbachtal, 1973 ebenfalls zur Stadt Sachsenheim eingemeindet wurden.
Südlich von Spielberg liegt die Bromberger Mühle, die einst zu dem abgegangenen Rittergut um Burg Bromberg gehörte. Dessen Markung wurde 1766 unter den Gemeinden Hohenhaslach, Spielberg und Ochsenbach aufgeteilt. Nicht weit östlich der Bromberger lag die 1690 abgebrannte Mühle des zuvor abgegangenen Weilers Schippach oberhalb der Mündung des gleichnamigen Baches in den Kirbach.
1356 wurde im Lagerbuch des Klosters Bebenhausen bereits Weinbau in Spielberg erwähnt. Die Weiberzeche, bei der die Frauen des Dorfes mit reichlich Wein versorgt wurden, war hier üblich, bevor sie 1835 verboten wurde.

### Sulzbrunnen
Der Sulzbrunnen wurde erstmals im Jahr 1356 im Lagerbuch des Klosters Bebenhausen erwähnt. Aufgrund seines hohen Gehalts an Mineralstoffen war er laut der Beschreibung des Oberamtes Brackenheim „hart und unbrauchbar“ und nicht zur Trinkwasserversorgung geeignet. Seit 1932 wird das Wasser jedoch zu Kurzwecken verwendet. Auch betreibt der Getränkehersteller Winkels Getränke Logistik in Spielberg die Fontanis-Quelle und hebt das Mineralwasser als eines der calciumreichsten in ganz Deutschland hervor.

## Geschichte
Die erste urkundliche Erwähnung Spielbergs stammt von einer 1161 ausgestellten Urkunde des Odenheimer Klosters. In den folgenden Jahrhunderten wechselte der Besitz von Spielberg mehrmals, bevor er 1356 von den Vaihinger Grafen an das Haus Württemberg ging. Diese verlehnten Spielberg an verschiedene niederadelige Lehensmänner. Spätestens 1480 bis 1560 waren das die Herren von Riexingen.
Der Dreißigjährige Krieg hinterließ in Spielberg schwere Zerstörungen. Danach belasteten die Franzoseneinfälle während der Erbfolgekriege die kleine Gemeinde. Da der Ort keine Mittel zur Renovierung der St. Wendelkirche aufbringen konnte, musste diese 1799 abgerissen werden. Ursprünglich sollte wohl in besseren Zeiten eine neue Kirche errichtet werden, was aber bis heute nicht geschah.
Nicht weit vom Ort entfernt in der Kesslerklinge wurde 1847 der letzte Wolf in Württemberg erschossen. Der Wolfstein erinnert an dieses Ereignis.
Unter württembergischer Herrschaft war Spielberg erst dem Amt Güglingen zugeordnet. Diese Verbindung mit dem Zabergäu, ab 1808 im Oberamt Brackenheim, blieb bis 1938 erhalten. Von 1938 bis 1973 gehörte die Gemeinde zum Landkreis Vaihingen. Mit der Verwaltungsreform in Baden-Württemberg wurde Spielberg zusammen mit Ochsenbach, dessen Bürgermeister seit 1934 auch die Amtsgeschäfte von Spielberg führten, und zwei weiteren Gemeinden am 1. Januar 1973 zum Ortsteil der Stadt Sachsenheim und gehört seither zum Landkreis Ludwigsburg.
Kirchenrechtlich gehörte die Gemeinde bis zur Reformation zum Landkapitel Vaihingen im Archidiakonat Trinitatis des Bistums Speyer und seither mit Ochsenbach zum Kirchenbezirk Vaihingen an der Enz.